# Hrabstwo Park (Montana)
Hrabstwo Park (ang. Park County) – hrabstwo w stanie Montana w Stanach Zjednoczonych. Obszar całkowity hrabstwa obejmuje powierzchnię 2813,59 mil² (7287,16 km²). Według szacunków United States Census Bureau w roku 2009 miało 15 941 mieszkańców. Jego siedzibą jest Livingston.
Hrabstwo powstało w 1887 roku.

## Miasta
- Clyde Park
- Livingston

## CDP
- Cooke City-Silver Gate
- Corwin Springs
- Gardiner
- Pray
- South Glastonbury
- Springdale
- Wilsall
- Wineglass